# Karl Pütz

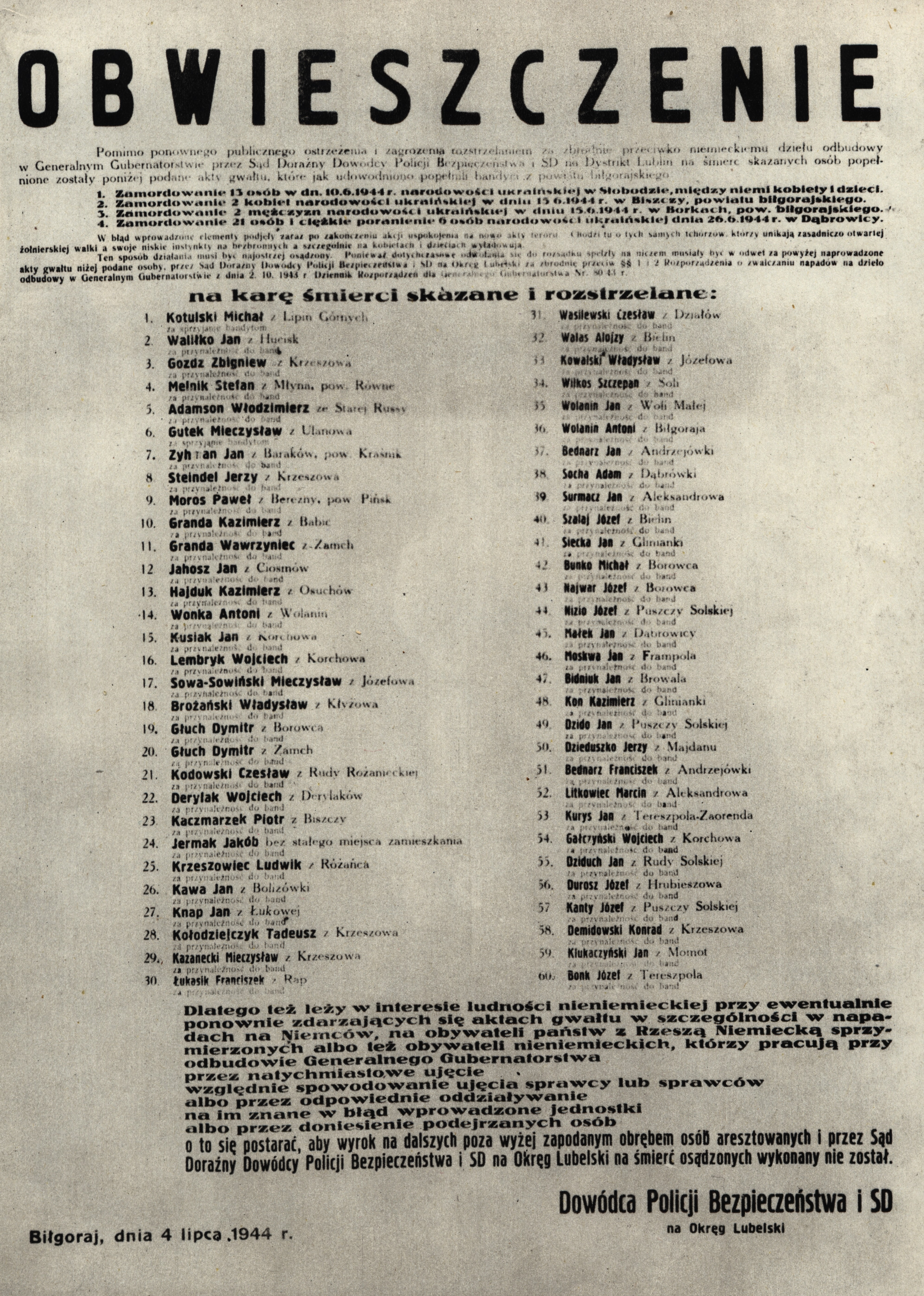
Bekanntmachung des Lubliner Kommandeurs der Sicherheitspolizei und des SD Pütz über die Hinrichtung von 60 polnischen Geiseln vom 4. Juli 1944

Karl Pütz (* 7. Februar 1911 in Aachen; † 6. Mai 1945 in St. Märgen) war ein deutscher Jurist, Polizist und SS-Führer zur Zeit des Nationalsozialismus. Pütz trug die Verantwortung für zahlreiche Massenmorde an Juden.

## Leben
Nach dem Abitur in Aachen im Jahre 1929 studierte Karl Pütz Rechtswissenschaften in Freiburg und Köln und promovierte zum Dr. jur. In Freiburg wurde er Mitglied der KDStV Hercynia Freiburg im CV. Er arbeitete zunächst in Aachen als Gerichtsreferendar. Seit 1929 betätigte er sich in der volksdeutschen Bewegung der ostbelgischen Kantone Eupen-Malmedy. Zwischen 1934 und 1936 bildete er dort NS-Jugendgruppen.
Zum 1. Mai 1933 trat er der NSDAP bei (Mitgliedsnummer 2.094.496). In der SS (SS-Nummer 353.220) erreichte er 1944 den Rang eines SS-Obersturmbannführers (lt. Dienstaltersliste zum 1. Oktober 1944, Berlin 1944).
Karl Pütz wurde Mitarbeiter der Staatspolizeistelle Aachen; November 1937 leitete er die Abteilung II, am 31. August 1938 wurde er, inzwischen Regierungsassessor, mit der ständigen Vertretung des Leiters beauftragt.
Pütz wurde persönlicher Referent von Hans Nockemann, der ab 1933 Gestapo-Chef in Aachen und danach in Koblenz war.
Im Zweiten  Weltkrieg war er zunächst ab 1941 Stadtkommandant in Sdolbuniw. Von dort wechselte er in den Generalbezirk Wolhynien-Podolien, wo er den Kommandeur der Sicherheitspolizei und des SD (KdS) SS-Sturmbannführer Hermann Ling ablöste und dieses Amt von Februar 1942 bis Oktober 1943 in Rowno innehatte. Auf diesem Posten ließ Karl Pütz 5.000 Juden im Juni 1942 erschießen. Zeuge des Verbrechens war der deutsche Ingenieur Fritz Gräbe, der diese Beobachtung nach dem Krieg in den Nürnberger Prozessen bezeugte. Am 12. und 13. Oktober 1942 befahl Pütz in Misocz bei Rowno den Mord an 1.700 Juden. Im Rahmen der Aktion Reinhardt leitete er 1943 während der Aktion Erntefest Massenerschießungen im KZ Majdanek. Von Oktober 1943 bis Juli 1944 war er in Lublin, ab August 1944 in Posen eingesetzt.
Nachdem Himmler als Oberbefehlshaber Südwest im Dezember 1944 den „Inspekteur und Befehlshaber Südwest der Sicherheitspolizei und des SD“, Erich Isselhorst, wegen der Flucht aus Straßburg seines Amtes enthoben hatte, wurde Pütz sein Nachfolger mit Sitz in Baden-Baden.
Bei Kriegsende beging er bei St. Märgen im Schwarzwald Suizid.